# 日本生物地理学会
日本生物地理学会（にほんせいぶつちりがっかい、英語: The Biogeographical Society Of Japan）は、日本の学術研究団体の一つ。

## 概要
1928年2月24日設立。学術研究団体としての種別は単独学会である。
基礎生物学や統合生物学を学術研究領域とし、生物地理学的研究を推進しその知識の向上と普及を図ることを目的としている。
国内においては自然史学会連合、日本分類学会連合に加入している。

## 沿革
- 1928年 - 日本生物地理学会設立。

## 刊行物

### 日本生物地理学会会報
- 誌名（和文）：日本生物地理学会会報
- 誌名（欧文）：Bulletin of the Biogeographical Society of Japan
- 創刊年：1929
- 資料種別：ジャーナル（査読付き論文を含む）
- 使用言語：日本語（英文抄録あり）
- 発行形態：印刷体
- 著作権帰属先：学会
- クリエイティブコモンズ：定めていない
- 購読：有料

### Biogeography
- 誌名（和文）：Biogeography
- 誌名（欧文）：Biogeography
- 創刊年：1999
- 資料種別：ジャーナル（査読付き論文を含む）
- 使用言語：英語のみ
- 発行形態：印刷体
- 著作権帰属先：学会
- クリエイティブコモンズ：定めていない
- 購読：有料